# Life Is Ruff
Life Is Ruff is een Disney Channel Original Movie uit 2005 onder regie van Charles Haid.

## Verhaal
Calvin Wheeler is een populaire 13-jarige jongen die in zijn vrije tijd stripboeken verzamelt. Zijn beste vriend is Raymond Figg, een jongen die, sinds Calvin zijn leven heeft gered, altijd Calvins huiswerk maakt.
Calvins stripboekencollectie is bijna compleet, op één boek na. Als hij achtervolgd wordt door een hond, ontdekt hij dat er een hondenshow is waarmee hij precies genoeg geld kan verdienen voor dat laatste stripverhaal.
Calvin adopteert al snel een hond. Wanneer Calvin van zijn nieuwe hond begint te houden, verloopt alles anders dan gepland.

## Rolverdeling
| Acteur                    | Personage      |
| ------------------------- | -------------- |
| Kyle Massey               | Calvin Wheeler |
| Kay Panabaker             | Emily Watson   |
| Mitchel Musso             | Raymond Figg   |
| Carter Jenkins            | Preston Price  |
| Mark Christopher Lawrence | Calvins vader  |
| Judith Moreland           | Calvins moeder |